# آبشار آپر کامت
آبشار آپر کامت (به انگلیسی: Upper Comet Falls) آبشاری است که در پارک ملی کوه رینیر، ایالات متحده آمریکا واقع شده و ارتفاع کلی ریزشگاه آن ۳۵ فوت (۱۱ متر) است.